# Guayabitas
Guayabitas är en ort i Mexiko.   Den ligger i kommunen Etchojoa och delstaten Sonora, i den västra delen av landet, 1 400 km nordväst om huvudstaden Mexico City. Guayabitas ligger 15 meter över havet och antalet invånare är 144.
Terrängen runt Guayabitas är mycket platt. Runt Guayabitas är det ganska glesbefolkat, med 35 invånare per kvadratkilometer. Närmaste större samhälle är Huatabampo, 11,6 km söder om Guayabitas. Trakten runt Guayabitas består till största delen av jordbruksmark.